# フタバ (熊本県)
株式会社フタバ（英称：FUTABA Co.,Ltd.）は、熊本県のふりかけメーカー。地元では、「御飯の友」のメーカーとして知られている。

## 沿革
- 大正初期 - 吉丸末吉により、御飯の友製造開始。
- 1934年12月 - 合資会社二葉商事設立。
- 1974年2月 - 株式会社二葉商事に変更。
- 1985年5月 - 製造販売部門として、「株式会社フタバ」を二葉商事から分離独立。
- 2021年6月 - 本社工場を、熊本市西区島崎2丁目から熊本市西区城山上代町へ移転。

## 本社
- 熊本県熊本市西区城山上代町68番地1号

## 主な商品
- 御飯の友
- たい茶漬
- ふぐ茶漬
- 朝鮮漬けの素